# Административная реформа Диоклетиана
Административная реформа Диоклетиана, продолженная в том же духе Константином Великим, призванная преодолеть кризисные явления III века, характеризовалась двумя основными чертами: окончательное признание императора абсолютным монархом и разделение империи на две половины. В ходе преобразований был создан огромный бюрократический аппарат, обеспечивающий императору контроль над столицами империи и провинциями.

## Власть императора
В созданной Диоклетианом системе император обладал неограниченной властью, а функционирующий при нём совет consistorium principis, в отличие от более ранних consilium principis, являлся чисто совещательным органом, лишённым законодательной инициативы. Относительно того, как и когда сместился баланс власти между императором и сенатом существуют различные точки зрения. Так, по мнению Э. Гиббона в реальности никаких изменений при Диоклетиане не произошло, тогда как Дж. Б. Бьюри занимает в этом противоположную точку зрения. Ш. Диль полагал, что реальный переход к абсолютизму произошёл при Константине.

## Бюрократический аппарат
Начиная с правления Диоклетиана в государственном аппарате Римской империи можно выделить три иерархические системы должностей, в каждой из которых жалование чиновников определялось титулом и рангом. Иерархия титулов первоначально состояла из шести рангов в следующей восходящей последовательности:
- Эгрегиат (лат. Egregii)
- Перфектиссимат (лат. Perfectissimi)
- Клариссимат (лат. Clarissimi)
- Спектабилат (лат. Spectabiles)
- Иллюстрат (лат. Illustres)
- Нобилиссимат (лат. Nobilissimi)

### Придворные должности
В состав главных придворных должностей в ранге vir illustris входили:
- Praepositus sacri cubiculi (препозит священной опочивальни) — управляющий императорским двором;
- Magister officiorum (магистр оффиций) — начальник личной канцелярии императора;
- Quaestor sacri palati (квестор священного дворца) — председатель императорского Совета, возглавлявший Consistorium principis;
- Comes sacrarum largitionum (комит священных щедрот) — управляющий казной и финансами;
- Comes domesticorum (комит доместиков) — церемонимейстер императорского двора;
- Comes rei privatae (комит частных дел) — управляющий средствами, которые отпускались на содержание императорского двора.
- Комиты конной и пешей гвардии императора.

В ранге vir spectabilis состояли:
- Рrimicerius notariorum (примикирий нотариев), отвечавший за делопроизводство;
- Castrensis sacri palatii (препозит священной опочивальни), ответственный за хозяйственные службы дворца;
- Мagister scriniorum (магистр скринии) — четыре начальника канцелярий.

## Организация провинций
Число провинций было доведено до 100, не считая города Рима, выделенного в отдельный округ. Провинции были разделены между двенадцатью диоцезами, управляемыми заместителями префекта претория — викарии. Префектов претория было два, по числу августов.